# Apokope
Apokope (udtales ɑpoˈkoːbə) er en fonologisk term som indebærer at en sproglyd (oftest en vokal) i slutningen af et ord falder bort. 